# 博布里克 (科羅斯特舍夫區)
50°22′25″N 29°4′21″E / 50.37361°N 29.07250°E
博布里克（烏克蘭語：Бобрик）是烏克蘭北部的村莊，隸屬日托米爾州的日托米爾區。該村面積0.45平方公里，海拔高度201米，2001年人口66，人口密度每平方公146.67人。